# Кучерява Лариса Федорівна
Лариса Федорівна Кучерява (14 серпня 1936, с. Поліянівка, Новоград-Волинського району Житомирської області) — українська науковиця, ботанік.

## Біографія
Лариса Федорівна Кучерява народилась 14 серпня 1936 року в селі Поліянівка, Новоград-Волинського району Житомирської області. У 1959 році закінчила біологічний факультет Київського національного університету імені Тараса Шевченка з відзнакою. В 1964 році закінчила аспірантуру кафедри вищих рослин біологічного факультету Київського університету. З 1964 працювала викладачем кафедри ботаніки. З 1973 по 2000 рр. — доцент кафедри ботаніки Київського університету.

## Наукова діяльність
В 1966 році захистила кандидатську дисертацію «Болота Київської області та їхнє народногосподарське значення». Викладала нормативний курс «Морфологія рослин», вела спецкурси «Флора та рослинність України», «Фітоценологія», «Систематика, філогенія та еволюція вищих рослин (архегоніати, однодольні)», «Еволюційна морфологія рослин», «Історія ботанічних досліджень в Україні», «Методи ботанічних досліджень», практикуми, практики (Курили, Камчатка, Середня Азія, Заполяр'я, Карпати). Кучерява Л. Ф. керувала студентським науковим ботанічним гуртком. Наукові дослідження виконала в галузі геоботаніки і флористики (флора та рослинність боліт і водойм Середнього Придніпров'я), фітосозології (рідкісні рослини Середнього Придніпров'я в природі та культурі, онтогенез рідкісних видів тощо), історії ботанічної науки.

## Наукові роботи
Кучерява Лариса Федорівна — автор дев'яноста двох наукових та навчально-методичних публікацій, у тому числі:
1. «Систематика вищих рослин. 1/2: Архегоніати: Навчальний посібник». — Видавництво: Фітосоціоцентр, 1997.
2. «Систематика вищих рослин. Архегоніати». — К., 1997 (у співавторстві)
3. «Морфологія рослин з основами анатомії та цитоембріології». — К., 1998 (у співавторстві).
4. «Систематика вищих рослин. Лабораторний практикум». — К., 1989, 2001 (у співавторстві.
5. «Конспект флори Середнього Придніпров'я. Судинні рослини». — К., 1998 (у співавторстві).
6. «Ботаніка». — К., 2000 (у співавторстві).

## Відзнаки
Нагороджена медалями «В пам'ять 1500-річчя Києва», «Ветеран праці».